# Пам'ятки історії Кіровського району
У Кіровському районі Криму нараховується 32 пам'ятки історії, всі - Місцевого значення.
| № п/п | Обліковій номер | Найменування пам'ятника                                                              | адреса / розташування                                                                                         | Рішення про взяття на облік     | фото |
| ----- | --------------- | ------------------------------------------------------------------------------------ | --- | ------------------------------- | ---- |
| 1     | 2402            | Пам'ятник С.М.Кірова. Дата споруди: 22.10.1977 р.                                    | Кіровська с/р, п. Кіровське, вул. Р.Люксембург                                                                | Рішення КО від 15.01.1980 № 16  |      |
| 2     | 1050            | Братська могила радянських воїнів, 1942 р., 1944 р.                                  | Кіровська с/р, п. Кіровське, вул. Фрунзе, сквер                                                               | Рішення КО від 05.09.1969 № 595 |      |
| 3     | 1077            | Пам'ятний знак на честь воїнів-односельчан. Дата споруди: 1967 р.                    | Владіславовська с/р, с. Владиславівка                                                                         | Рішення КО від 05.09.1969 № 595 |      |
| 4     | 1055            | Братська могила радянських воїнів, 1919 р., 1942 р., 1944 р. Дата споруди: 1956 р.   | Владіславовська с/р, с. Владиславівка, південно-східна околиця                                                | Рішення КО від 05.09.1969 № 595 |      |
| 5     | 1060            | Братська могила радянських воїнів, 1941-1942 рр..                                    | Журавський з/с, с. Чільне                                                                                     | Рішення КО від 05.09.1969 № 595 |      |
| 6     | 1078            | Пам'ятний знак на честь воїнів-односельчан. Дата споруди: 1967 р.                    | Журавська с/р, с. Журавки, біля Будинку культури                                                              | Рішення КО від 05.09.1969 № 595 |      |
| 7     | 1059            | Братська могила радянських воїнів, грудень 1941 р., січень 1942 р., квітень 1944 р.  | Журавська с/р, с. Новопокровка, вул. Свердлова                                                                | Рішення КО від 05.09.1969 № 595 |      |
| 8     | 1061            | Братська могила членів ревкому та радянських воїнів, 1918 р., січень 1942 р.         | Золотополенська с/р, с. Золоте Поле, біля Будинку культури                                                    | Рішення КО від 05.09.1969 № 595 |      |
| 9     | 1062            | Братська могила радянських воїнів, квітень 1944 р.                                   | Льговська с/р, с. Долинне, цвинтар                                                                            | Рішення КО від 05.09.1969 № 595 |      |
| 10    | 3045            | Братська могила радянських воїнів, 1941-1944 рр..                                    | Партизанська с/р, с. Партизани                                                                                | Рішення КО від 15.04.1986 № 164 |      |
| 11    | 3047            | Пам'ятний знак на честь воїнів-односельчан. Дата споруди: 1971 р.                    | Партизанська с/р, с. Партизани                                                                                | Рішення КО від 15.04.1986 № 164 |      |
| 12    | 3046            | Братська могила партизан, 1945 р.                                                    | Партизанська с/р, с. Партизани, сільське кладовище                                                            | Рішення КО від 15.04.1986 № 164 |      |
| 13    | 3048            | Братська могила партизан та мирних жителів, 1944 р.                                  | Партизанський з/с, с. Спасівка, сільське кладовище                                                            | Рішення КО від 15.04.1986 № 164 |      |
| 14    | 1063            | Братська могила радянських воїнів, 1941-1944 рр..                                    | Первомайська с/р, з. Ізобільне, вул. Пушкіна                                                                  | Рішення КО від 05.09.1969 № 595 |      |
| 15    | 1064            | Братська могила радянських воїнів, грудень 1941 р.-січень 1942 р.                    | Первомайська с/р, с. Ізюмівка                                                                                 | Рішення КО від 05.09.1969 № 595 |      |
| 16    | 1080            | Пам'ятний знак на честь воїнів-односельчан.                                          | Первомайська с/р, с. Первомайське, вул. Зарічна                                                               | Рішення КО від 05.09.1969 № 595 |      |
| 17    | 1053            | Братська могила радянських воїнів, 1942 р.                                           | Первомайська с/р, 1,0 км від м. Старий Крим, південна околиця міста, за руслом річки Чурук-Су, у гори Бакаташ | Рішення КО від 05.09.1969 № 595 |      |
| 18    | 3044            | Братська могила партизан, 1944 р.                                                    | Первомайська с/р, 82-й км шосе Сімферополь-Феодосія, в лісі                                                   | Рішення КО від 15.04.1986 № 164 |      |
| 19    | 1065            | Братська могила радянських воїнів, 1941-1944рр..                                     | Привітненська с/р, с. Привітне, в центрі села, у клубу                                                        | Рішення КО від 05.09.1969 № 595 |      |
| 20    | 1079            | Пам'ятний знак на честь партизанів. Дата події: 1941-1944 рр.. Дата споруди: 1972 р. | Привітненська с/р, с. Привітне, південно-захід від села, у розвилки доріг на Золоте Поле                      | Рішення КО від 05.09.1969 № 595 |      |
| 21    | 1068            | Братська могила радянських воїнів, 1944 р.                                           | Сініцинська с/р, с. Василькове, 3 км на північ, поблизу каналу Сініцинський с/с                               | Рішення КО від 05.09.1969 № 595 |      |
| 22    | 1066            | Братська могила радянських воїнів, 1941-1944 рр..                                    | Сініцинська с/р, с. Василькове, 4 км на схід у дороги на Кам'янку                                             | Рішення КО від 05.09.1969 № 595 |      |
| 23    | 1067            | Братська могила радянських воїнів, січень 1942 р.                                    | Сініцинська с/р, с. Синіцина, вул. Тельмана                                                                   | Рішення КО від 05.09.1969 № 595 |      |
| 24    | 1071            | Могила радянського льотчика, 1942 р.                                                 | Токаревська с/р, с. Токарєве, вул. Шкільна                                                                    | Рішення КО від 05.09.1969 № 595 |      |
| 25    | 2286            | Пам'ятний знак на честь воїнів-односельчан. Дата споруди: 1970 р.                    | Токаревська с/р, с. Токарєве, вул. Шкільна                                                                    | Рішення КО від 15.01.1980 № 16  |      |
| 26    | 1081            | Пам'ятний знак на честь воїнів-односельчан. Дата споруди: 1967 р.                    | Токаревська с/р, с. Шубіно, вул. Леніна                                                                       | Рішення КО від 05.09.1969 № 595 |      |
| 27    | 1070            | Братська могила партизан, 1944 р.                                                    | Токаревська с/р, с. Шубіно, вул. Леніна, біля будинку культури                                                | Рішення КО від 05.09.1969 № 595 |      |
| 28    | 1069            | Братська могила радянських воїнів, березень 1943р.                                   | Токаревська с/р, с. Шубіно, вул. Леніна, біля Будинку культури                                                | Рішення КО від 05.09.1969 № 595 |      |
| 29    | 1075            | Братська могила радянських воїнів, 1942 р.                                           | Яркополенська с/р, с. Красносільське, цвинтар                                                                 | Рішення КО від 05.09.1969 № 595 |      |
| 30    | 1072            | Братська могила радянських воїнів, 1944 рр..                                         | Яркополенська с/р, с. Оріхівка, цвинтар                                                                       | Рішення КО від 05.09.1969 № 595 |      |
| 31    | 1074            | Братська могила героїв громадянської війни. 1918-1920 рр..                           | Яркополенська с/р, с. Яскраве Поле, біля кладовища                                                            | Рішення КО від 05.09.1969 № 595 |      |
| 32    | 1073            | Братська могила радянських воїнів, 1941-1944 рр..                                    | Яркополенська с/р, с. Яскраве Поле, цвинтар                                                                   | Рішення КО від 05.09.1969 № 595 |      |
|       |                 |                                                                                      | |                                 |      |